# Mikhàilovo
Mikhàilovo (en rus: Михайлово) és un poble de l'óblast de Vladímir, a Rússia, segons el cens del 2012 tenia 30 habitants. Pertany al districte municipal de Múrom.